# Ferrocarril Darjeeling del Himalaya
El Ferrocarril Darjeeling del Himalaya es un ferrocarril de trocha angosta de 610 mm que circula entre Siliguri y Darjeeling en Bengala Occidental. Construido entre 1879 y 1881, la línea tiene aproximadamente 78 kilómetros (48 mi) de longitud. Su elevación varía desde los 100 metros (328 pies) en la estación de Nueva Jalpaiguri, en Siliguri, a 2200 metros (7218 pies) en Darjeeling. 
Cuatro locomotoras diésel modernas realizan la mayoría de los servicios regulares: sin embargo, el servicio diario entre Kurseong y Darjeeling y el tren turístico diario de Darjeeling a Ghum (la estación de tren más alta de la India) se realizan con antiguas locomotoras a vapor británicas, las DHR 778. El ferrocarril, junto con el Ferrocarril de la montaña Nilgiri y el Ferrocarril de Kalka-Shimla, están incluidos en la lista de Patrimonio de la Humanidad como Ferrocarriles de montaña de la India. La sede central del ferrocarril se encuentra en la ciudad de Kurseong.
El ferrocarril Darjeeling del Himalaya fue declarado Patrimonio de la Humanidad por Unesco en 1999. Fue el segundo ferrocarril en obtener dicho honor, tras haberlo conseguido el Ferrocarril de Semmering de Austria en 1998.